# 沃爾夫斯貝格 (奧地利)
沃爾夫斯貝格（德語：Wolfsberg，德語發音：[ˈvɔlfsbɛʁk]）是奧地利南部克恩顿州的一個城市，是沃尔夫斯貝格縣的首府。根據2020年的數據，當地有人口25,025人。